# Lucy Osburn
Lucy Osburn (Leeds, 1 de abril de 1835–Harrogate, 22 de diciembre de 1891) fue una enfermera británica formada en la Facultad de Enfermería y Obstetricia  fundada por Florence Nightingale (ahora parte del King´s College de Londres). Está considerada la fundadora de la enfermería profesional moderna en Australia.

## Biografía
Osburn nació en Leeds, en el condado de Yorkshire, al norte de Inglaterra. Su padre William Osburn era comerciante de vino y bebidas aunque su pasión era la egiptología, escribiendo libros y reformas social. Cuando tenía alrededor de cinco años, su padre perdió todo su dinero y se mudó a Mánchester, ella se quedó en Leeds donde vivió con su tía. Recibió una esmerada educación y aprendió varios idiomas. A los 21 años, empleada como institutriz, acompañó a la familia de su primo a Jerusalén donde se quedó tres años y viajó después por Europa antes de regresar casa. Durante este tiempo reclamó haber aprendido enfermería aunque cuando Florence Nigthtingale más tarde cuestionó su reclamación Osburn evitó la cuestión por declararle ‘ocupación encantada más fui cree romper en caballos árabes en llanuras sirias'. A su regresó a Inglaterra, Osburn  ya había desarrollado un interés por la enfermería. Como tantas otras mujeres educadas y socialmente conscientes visitaría el famoso Hospital de Formación de Diaconisas en Kaiserswerth en Düsseldorf, Alemania. En 1866, pensó aceptar una invitación para convertirse en médica misionera en la India. Con esto en mente, ingresó a la Escuela de Formación Nightingale en el Hospital St Thomas fundada por Florence Nightinggale En contra de los deseos de su familia, allí aprendió enfermería quirúrgica y luego estudió obstreticia en el Hospital King College. La formación ofrecida por la Escuela Nightingale duró un año, aunque Lucy perdió cuatro meses principalmente por enfermedad. La escuela estaba mal administrada en ese momento, un hecho que Florence Nightingale solo se dio cuenta más tarde. La formación en enfermería quirúrgica era particularmente deficiente. Cuando Osburn llevaba un mes en su formación, la matrona de St. Thomas, Sarah Wardroper, la seleccionó para dirigir un equipo de cinco enfermeras para hospitales de toda la colonia australiana capacitadas con los métodos de enfermería Nightingale. La oportunidad de ir a Australia surgió porque el político y reformador social, Henry Parkes, escribió a Florence Nightingale solicitando enfermeras que reformaran la enfermería en Nueva Gales del Sur. Debían tener su base en Sydney Infirmary and Dispensary y capacitar a las enfermeras para instituir el nuevo sistema de enfermería en toda la colonia. Osburn y otras cinco enfermeras capacitadas de St. Thomas, incluida Haldane Turriff, llegaron a Sydney el 5 de marzo de 1868. Una semana después de su llegada, la llamaron para proporcionar enfermeras para cuidar al duque de Edimburgo tras un atentado contra su vida. En diciembre, Osburn había entrenado a 16 enfermeras más en el primer centro de formación de enfermeras secular de la colonia. Sus esfuerzos pronto se vieron obstaculizados por su falta de experiencia en administración y enfermería, la política interna del hospital, la oposición del poderoso cirujano Alfred Roberts, los edificios deficientes, los problemas de plagas y una serie de escándalos. La religión fue una fuente particular de tensión ya que  Osburn instituyó prácticas similares a las de las órdenes de enfermería de la Alta Iglesia a pesar de que Sydney Infirmary era una institución secular. Como era una época de intensas tensiones entre católicos y protestantes, el temor de que ella estuviera introduciendo en secreto prácticas católicas era poderoso. Una acusación, la de quemar la Biblia, provocó una investigación de seis semanas. Fue reivindicada, pero persistieron las sospechas. En 1873, en la Comisión Real de organizaciones benéficas públicas, Roberts afirmó que Nightingale había acusado a Osburn de "tener puntos de vista propios ... más allá del sistema Nightingale". A pesar de tales preocupaciones, la Comisión concluyó que Lucy Osburn había mejorado enormemente la atención al paciente en la enfermería. Después de este Informe, las condiciones en la enfermería comenzaron a mejorar. En 1881, la Ley de hospitales de Sydney abolió el antiguo nombre de la enfermería y estableció nuevas condiciones de gestión. En 1884, ante otro escándalo y con problemas de salud, Osburn dimitió y regresó a Inglaterra. Había pasado un total de 16 años y ocho meses trabajando en Sydney. A pesar de todas sus dificultades, había reformado la enfermería en el Hospital de Sydney con enfermeras capacitadas que difundieron el sistema de enfermería Nightingale a otros hospitales y estableció que era necesario capacitar a las enfermeras y no solo aprender de la experiencia. Había validado un sistema de enfermería que colocaba el bienestar del paciente como la preocupación central de una enfermera.  Desde octubre de 1886, Lucy Osburn vivió en Londres y se formó para ser enfermera de distrito en la Asociación Nacional de Enfermería Metropolitana y para Proporcionar Enfermeras Formadas para los Enfermos Pobres en sus Propios Hogares (MNNA). Dos años más tarde fue nombrada superintendente de la sucursal de Newington y Walworth del MNNA. En 1884, Osburn dimitió porque estaba demasiado enferma para trabajar y regresó con su hermana Annie, que tenía un internado de niñas en Harrogate, Yorkshire, y falleció allí por complicaciones con la diabetes.

## Nombrado en su honor
- Osburn House en Somerville House
- Museo Lucy Osburn-Nightingale, Hospital de Sídney .